# Курчанский
Курчанский — хутор в Приморско-Ахтарском районе Краснодарского края.
Входит в состав Свободного сельского поселения.

## Население
| 2002 | 2010 |
| ---- | ---- |
| 739  | ↘583 |

## Улицы
| - ул. Железнодорожная, - ул. Колхозная, - ул. Красная, - ул. Кубанская, | - ул. Полевая, - ул. Почтовая, - ул. Свободная, - ул. Степная. |

## Известные уроженцы
- Громов, Владимир Прокофьевич (род. 1950) — российский общественный деятель, казачий генерал, Герой Труда Кубани.